# Massaker von Maraga

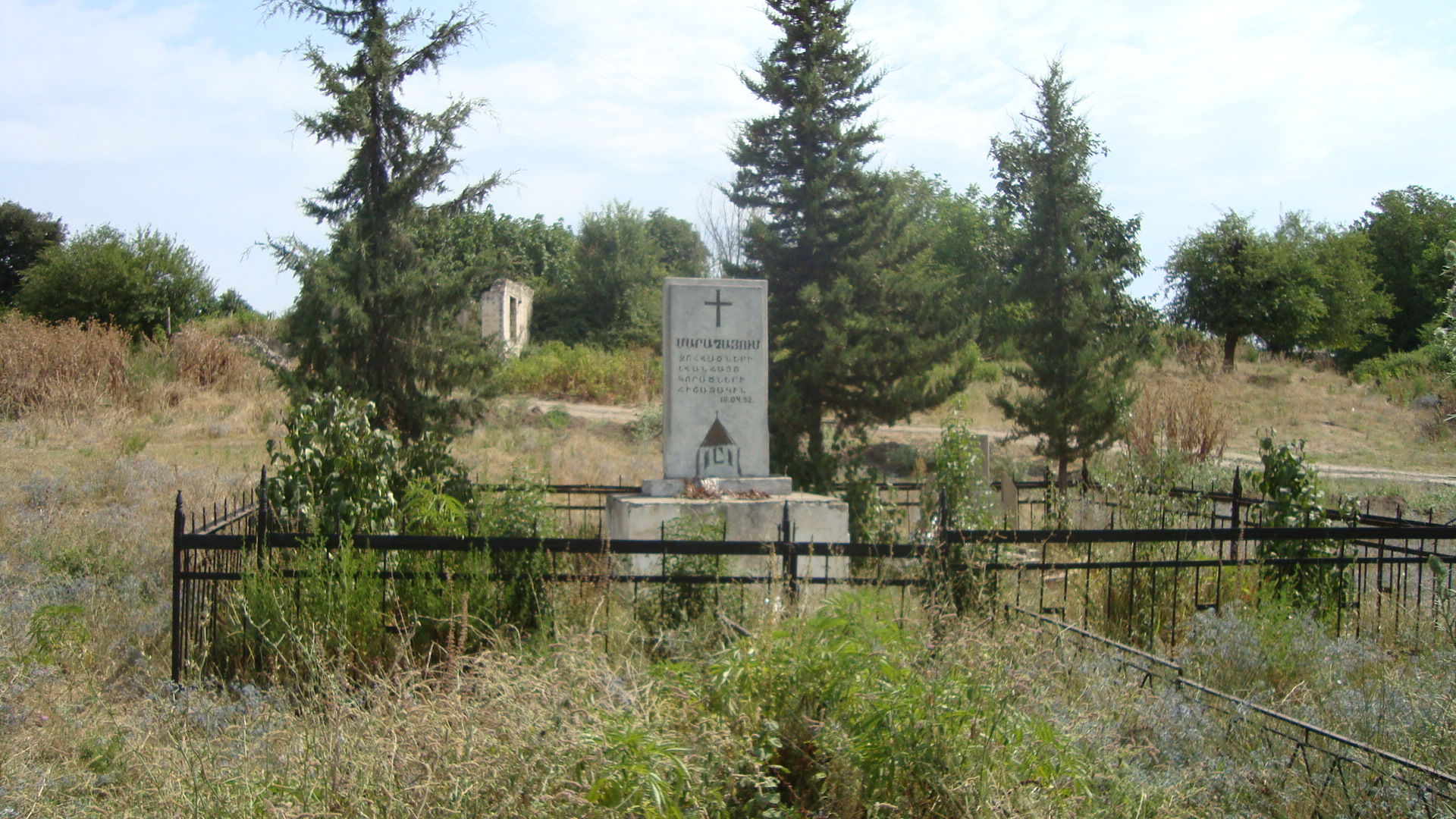
Denkmal im armenischen Nor Maragha für die Opfer des Massakers von Maragha

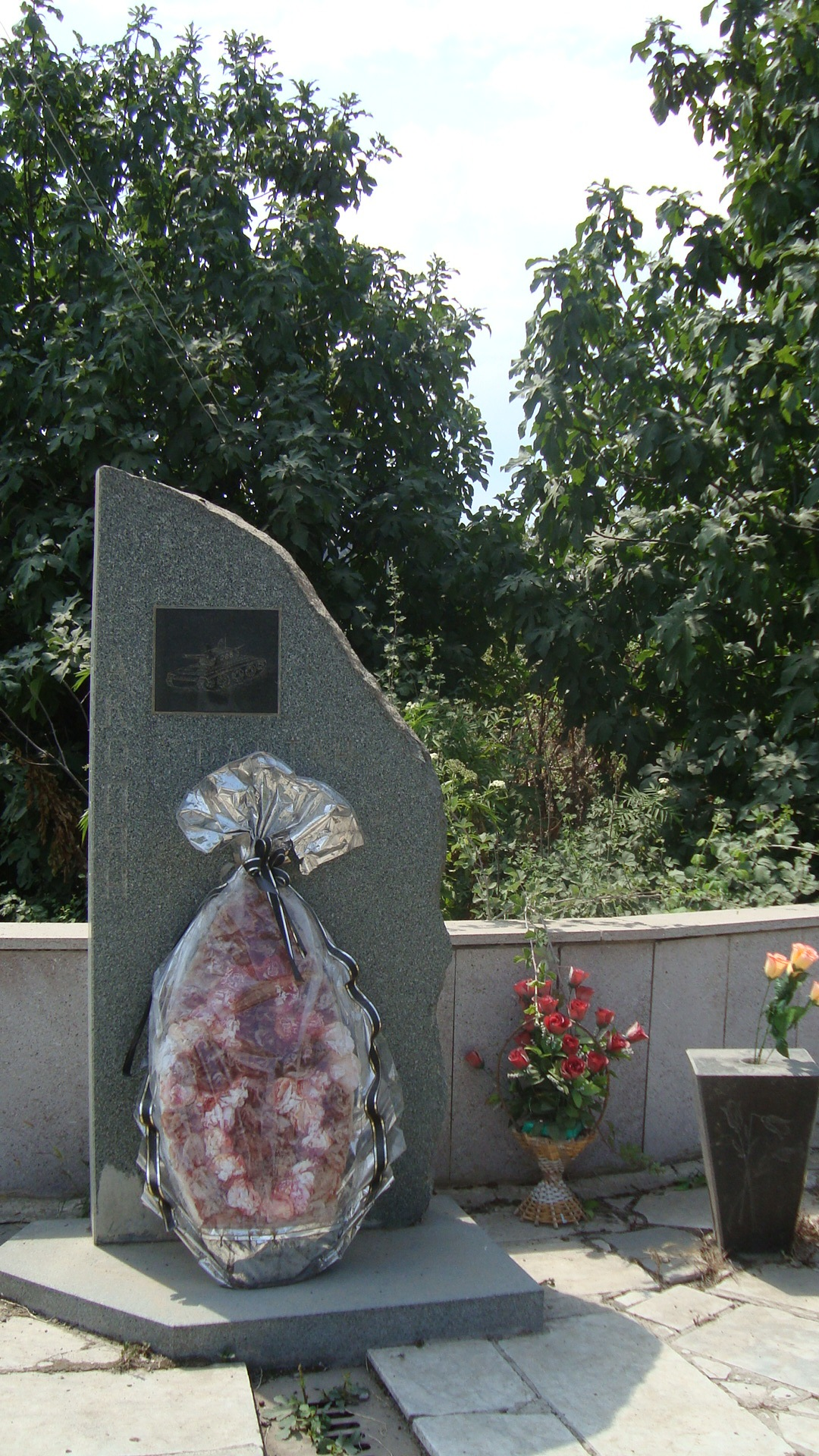
Denkmal in Nor Maragha für die armenischen Verteidiger von Maragha

Das Massaker von Maraga (auch Maragha) wurde während des Bergkarabachkonflikts am 10. April 1992 an Armeniern in dem Dorf Maraga im ehemaligen Rajon Martakert der Autonomen Oblast Bergkarabach beziehungsweise im Rajon Tərtər in Aserbaidschan verübt. Das Dorf, Teil von Bergkarabach, ist heute unter aserbaidschanischer Kontrolle.

## Ablauf
Das Massaker wurde von aserbaidschanischen Streitkräften an Angehörigen der ethnisch armenischen Bevölkerung von Maraga verübt. Eine 1992 veröffentlichte Untersuchung durch Human Rights Watch ergab, dass das armenische Verteidigungskommando, welches etwa zwei Kilometer von Maraga entfernt positioniert war, dem aserbaidschanischen Angriff auf das Dorf am 10. April 1992 nicht standhalten konnte. Der einzige verfügbare Augenzeuge berichtete, dass daraufhin die Mehrheit der Bevölkerung von Maraga flüchtete. Menschen, die nicht fliehen konnten und sich in Kellerräumen versteckten, mehrheitlich körperlich behinderte und alte, wurden von den aserbaidschanischen Streitkräften als Geiseln genommen oder ermordet.

## Zahl der Opfer
Laut einem Bericht von Amnesty International fielen dem Massaker mindestens 45 Zivilisten zum Opfer. Neben Morden kam es dabei auch zu Verstümmelungen.
Der Parlamentsvorsitzende der Republik Bergkarabach, Gevorg Petrossian, berichtete von 53 Zivilisten, die bei dem Angriff auf das Dorf getötet wurden.
Laut einem Bericht von Baroness Cox enthaupteten aserbaidschanische Streitkräfte bis zu 45 Dorfbewohner, verbrannten weitere, brannten den Großteil des Dorfes nieder und entführten etwa 100 Frauen und Kinder.
Aserbaidschanischen Berichten zufolge war das Massaker von Maraga eine Vergeltung für das Massaker von Chodschali zwei Monate zuvor. Armenischen Berichten zufolge wurde das Massaker jedoch verübt, um eine armenische Präsenz in dem Ort zu beseitigen und das dortige Ölvorkommen für Aserbaidschan zu sichern.